# Bercianos del Páramo
Bercianos del Páramo és un municipi de la província de Lleó, enclavada en la comarca natural del Páramo Leonés.

## Pedanies del municipi
- Bercianos del Páramo,
- Villar del Yermo,
- Zuares del Páramo.